# San Juan de Nicaragua
San Juan de Nicaragua, in passato San Juan del Norte e conosciuto in inglese come Greytown, è un comune del Nicaragua facente parte del dipartimento di Río San Juan.